# Грутнесс

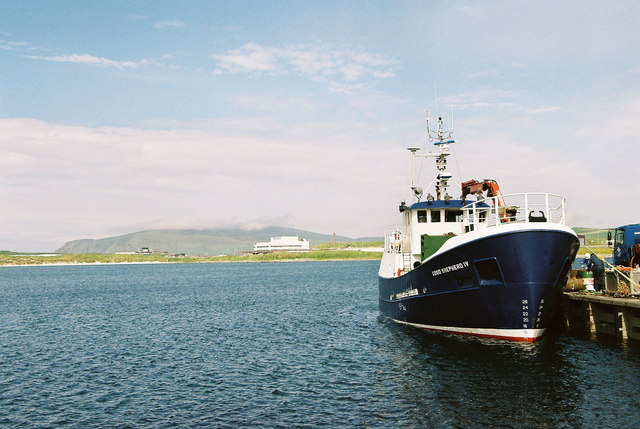
Паром на остров Фэр-Айл. 2005 год.

Грутнесс (англ. Grutness) — деревня в южной части острова Мейнленд в архипелаге Шетландских островов, Великобритания.

## География
Расположена в двух километрах севернее мыса Самборо-Хед, южной оконечности острова Мейнленд.

## Экономика
Автодорога «A970» (Норт-Ро — Леруик — Куарфф — Тоаб — аэропорт Самборо — Грутнесс) соединяет аэропорт с северной частью острова. Регулярное автобусное сообщение с Леруиком.
Паромное сообщение с островом Фэр-Айл.

## Другое
Вблизи деревни находится Ярлсхоф — раскопки сооружений эпохи железного века.